# Альтрип (Германия)
Альтрип (нем. Altrip) — община в Германии, в земле Рейнланд-Пфальц.
На этом месте при римском императоре Флавиусе в 369 году был построен замок Alta Ripa
Входит в состав района Рейн-Пфальц. Население составляет 7653 человека (на 31 декабря 2010 года). Занимает площадь 10,48 км².
- Водонапорная башня
- Старый дом в Альтрипе

## Города-побратимы
Альтрип имеет отношения со следующими городами-побратимами:
- Виэ, Германия
- Пети-Редершен[вд], Франция